# Disastro a Hollywood
Disastro a Hollywood (What Just Happened?) è un film statunitense del 2008 diretto da Barry Levinson, ispirato al memoriale What Just Happened? Storie amare dal fronte di Hollywood di Art Linson, anche sceneggiatore e produttore della pellicola.
La pellicola è stata presentata al Sundance Film Festival il 19 gennaio 2008 ed è stata il film di chiusura del Festival di Cannes 2008; il film è uscito nelle sale statunitensi il 3 ottobre 2008.

## Trama
Ben è un produttore hollywoodiano di mezza età che vive due intense settimane diviso fra impegni lavorativi e problemi sentimentali. La proiezione di prova del film Fiercely a pochi giorni dalla sua prima al Festival di Cannes va malissimo. La severa Lou Tarnow, che ha finanziato il film, impone al regista di cambiare quantomeno il finale in cui, non solo viene ucciso il protagonista interpretato da Sean Penn ma viene ucciso anche il suo cane: una crudeltà che è stata disapprovata dal 90% degli spettatori dell'anteprima.
Gestire il regista è impresa ardua, ma per non perdere milioni di dollari legati alla sorte della pellicola è necessario che Ben gli imponga il cambio del finale. Hollywood viene scossa dalla morte per suicidio dell'agente Jack mentre Ben è ancora innamorato della sua seconda moglie Kelly con la quale sta divorziando. Intanto a pochi giorni dall'inizio di un nuovo film Bruce Willis si è presentato sovrappeso e con una barba inadatta al ruolo da interpretare. Ben litiga con l'attore, deciso a non radersi, e poi concentra le sue attenzioni sul suo agente. La scoperta che Kelly frequenta Scott Solomon, uno sceneggiatore da sempre nel suo giro, rode Ben dalla gelosia. Quando al funerale di Jack gli tocca anche ascoltare le richieste del suo rivale in amore, la sua sopportazione raggiunge il limite. I suoi nervi sono messi alla prova anche da Willis, e dalla scoperta che la giovane figlia avuta dal primo matrimonio, è fra le "Lolite" che il suicida dongiovanni ha lasciato inconsolate.
Ma non tutto va storto: il regista di Fiercely ha fatto in tempo a rimontare il finale; Bruce Willis il giorno delle riprese si decide a tagliarsi la barba. Si arriva fiduciosi alla prima di Cannes. Il regista, per rivendicare la propria autonomia, ha portato al festival una versione del film in cui è stata rimontata la cruenta uccisione del cane. La reazione della sala è gelida, e Ben viene silurato da Lou e fresco di disfatta è chiamato, con tutti i principali produttori di Hollywood, per lo scatto di una fotografia che servirà da presentazione per un importante pezzo di un'influente rivista. L'uomo sa che il posizionamento nella foto dirà molto della sua considerazione attuale in quel mondo. Quando scopre di essere relegato al margine capisce che per lui è prossima l'uscita di scena.

## Accoglienza
Nonostante la nutrita partecipazione di attori famosi e il budget stimato in 25.000.000 dollari, il film si è rivelato un flop commerciale: ha incassato a livello mondiale poco più di 6.750.000 dollari.